# Associazione Sportiva Massese 1972-1973
Questa pagina raccoglie le informazioni riguardanti l'Associazione Sportiva Massese nelle competizioni ufficiali della stagione 1972-1973.

## Rosa
| N. |                   | Ruolo | Calciatore         |
| -- | ----------------- | ----- | ------------------ |
|    | Italia (bandiera) | A     | Gesualdo Albanese  |
|    | Italia (bandiera) | D     | Corrado Albicocco  |
|    | Italia (bandiera) | D     | Roberto Bottura    |
|    | Italia (bandiera) | D     | Angelo Buttini     |
|    | Italia (bandiera) | D     | Roberto Ceccotti   |
|    | Italia (bandiera) | C     | Franco Cerilli     |
|    | Italia (bandiera) | A     | Claudio Del Fabbro |
|    | Italia (bandiera) | C     | Claudio Di Pucchio |
|    | Italia (bandiera) | C     | Nino Domenichelli  |
|    | Italia (bandiera) | C     | Giuseppe Fichera   |
|    | Italia (bandiera) | P     | Massimo Grassi     |

| N. |                   | Ruolo | Calciatore          |
| -- | ----------------- | ----- | ------------------- |
|    | Italia (bandiera) | C     | Giancarlo Hellies   |
|    | Italia (bandiera) | D     | Piero Lo Franco     |
|    | Italia (bandiera) | C     | Giorgio Monaco      |
|    | Italia (bandiera) | D     | Pier Giuseppe Mosti |
|    | Italia (bandiera) | C     | Leopoldo Pardini    |
|    | Italia (bandiera) | C     | Aldo Piccoli        |
|    | Italia (bandiera) | D     | Luigi Podestà       |
|    | Italia (bandiera) | C     | Renzo Tonghini      |
|    | Italia (bandiera) | P     | Fausto Vatteroni    |
|    | Italia (bandiera) | D     | Giampiero Vitali    |